# 몰누피라비르
몰누피라비르(Molnupiravir, 개발코드 MK-4482과 EIDD-2801)는 인플루엔자 치료용으로 개발된 경구용 항바이러스제이다. 합성 뉴클레오사이드 파생물 N4-하이드록시시티딘의 프로드러그로서, 바이러스의 RNA 복제 동안 복제 오류를 유도하여 항바이러스 활동을 보인다. 영국에서 코로나19 치료제로 승인되었다.
미국 에모리 대학교 신약혁신회사인 Drug Innovation Ventures at Emory (DRIVE)에서 개발되었다. 후에 마이애미에 기반을 둔 Ridgeback Biotherapeutics에 의해 취득되었는데, 후에 이 회사는 약물을 추후 개발하기 위하여 머크(Merck & Co.)와 제휴를 맺었다.

## 작동 기작
몰누피라비르는 바이러스의 RNA 의존적 RNA 중합효소를 억제함으로서 항바이러스 기능을 한다. 대사를 거쳐 뉴클레오사이드 중 하나인 사이티딘의 유사체인 NHC-TP가 된다. 이 NHC-TP가 새로이 만들어지는 RNA에 정상적인 사이티딘 대신 들어감으로서 바이러스의 유전체 복제과정을 방해하는 것이다.

## 안전성 논쟁
2020년 4월, 미국 생약발전연구및개발국(Biomedical Advanced Research and Development Authority, BARDA) 전임 국장 릭 브라이트는 DNA 손상과 같은 돌연변이원의 특질이 있다는 이유로 몰누피라비르 개발 펀딩을 추가로 제공하는 것에 우려를 보였다. 이전에, 파마셋은 몰누피라비르의 유효성분 분석을 했다가 중단하였다. 이러한 주장에 대해 DRIVE의 CEO 조지 페인터는 독성 연구가 수행되었으며 미국과 영국의 유관 기관에 데이터를 제출했으며 이들 기관에서는 2020년 봄에 사람을 대상으로 안전성 연구 수행을 허가하였다고 반박하였다. 또한 동시에 DRIVE와 Ridgeback Biotherapeutics는 향후 동물 대상으로 한 안전성 연구를 계획하고 있다고 말하였다.

## 코로나바이러스
2020년 6월 말, 개발에 있어 Ridgeback Biotherapeutics와 제휴를 맺은 머크는 몰누피라비르에 대하여 2020년 9월에 최종임상실험을 하기로 발표하였다. 2020년 10월 19일, 머크는 입원환자를 대상으로 총 3상에 걸쳐 진행되는 실험 중 1년에 걸쳐 진행되는 2상실험을 시작하였다. 2021년 6월, 미국보건복지부(US Department of Health and Human Services)는 FDA 승인을 받을 경우 머크로부터 12억달러치 몰누피라비르를 구매하기로 결정하였다.
2021년 10월, 고위험군 환자의 치명률을 50%가량 감소시켰다는 1차 임상시험 결과가 발표되었다. 이에 따르면 SARS-CoV-2 델타 변이, 감마 변이, 뮤 변이에 모두 효능을 보였다. 머크사의 3상시험 결과가 기존에 수립한 결과에 조기 도달했으며 추가적인 테스트를 거치는 것 보다는 당장 투입하는 것이 더 많은 환자를 살릴 수 있다는 주장이 제기되었으며, FDA 모니터링 위원회도 이에 동의했다.

## 같이 보기
- 이버멕틴